# Ranko Svorcan
Ranko Svorcan, hrvatski gitarist iz Pule. Svirao je u Monahu (1987. – 2003.).  Također je svirao u slavnom Atomskom skloništu (1987. - ). Svirao je u Rijeci i Puli s veoma poznatim Deanom Jankovičem Pilarom 1988. g. Nastupao je kao i elektro gitarist. 
U Atomskom skloništu Svorcan svira od 1987 g.  godine. Sklonište koje je Bruno Langer održavao krajem osamdesetih, snima početkom 1990. studijski album Criminal Tango koji će objaviti koncem godine, a u novoj postavi Atomskog skloništa su bubnjar Nikola Duraković i gitarist Ranko Svorcan. Kad je otišao iz Atomskog skloništa, zamijenio ga je Aleks Černjul.
Svorcan je svirao također u sastavu Gori Uši Winnetou i Lilihipu. 2016. godine Atomsko sklonište nagradila je Hrvatska glazbena unija nagradom za 40 godina javnog umjetničkog djelovanja, a od stare postave tu su bili Bruno Langer i Ranko Svorcan.